# Чемпіонат світу з трекових велоперегонів 2015 — скретч (чоловіки)
Змагання зі скретчу серед чоловіків на Чемпіонаті світу з трекових велоперегонів 2015 відбулись 19 лютого.

## Результати
Заїзд розпочавсь о 21:10.
| Місце | Ім'я                | Країна          | Кола відставання |
| ----- | ------------------- | --------------- | ---------------- |
| 1     | Лукас Лісс          | Німеччина       |                  |
| 2     | Альберт Торрес      | Іспанія         |                  |
| 3     | Боббі Лі            | США             |                  |
| 4     | Роман Гладиш        | Україна         |                  |
| 5     | Чен Кін Лок         | Гонконг         |                  |
| 6     | Меттью Гібсон       | Велика Британія |                  |
| 7     | Іван Ковальов       | Росія           |                  |
| 8     | Морган Кнайскі      | Франція         |                  |
| 9     | Андреас Мюллер      | Австрія         |                  |
| 10    | Мартін Ірвайн       | Ірландія        |                  |
| 11    | Отто Вергарде       | Бельгія         |                  |
| 12    | Скотт Ло            | Австралія       |                  |
| 13    | Гордій Тищенко      | Білорусь        |                  |
| 14    | Їржи Гохманн        | Чехія           |                  |
| 15    | Тім Вельдт          | Нідерланди      |                  |
| 16    | Адріан Текліньський | Польща          | −1               |
| 17    | Руй Олівейра        | Португалія      | −1               |
| 18    | Сіріль Тьєрі        | Швейцарія       | −1               |
| 19    | Алекс Буттаццоні    | Італія          | −1               |
|       | Реган Гоф           | Нова Зеландія   | DNF              |